# Sclerocrangon boreas
Sclerocrangon boreas is een garnalensoort uit de familie van de Crangonidae. De wetenschappelijke naam van de soort is voor het eerst geldig gepubliceerd in 1774 door Phipps.